# آزمون جریان گردابی
آزمون جریان گردابی یکی از روش‌های آزمون الکترومغناطیس است که در آزمون‌های غیرمخرب استفاده می‌شود و از القای الکترومغناطیسی برای شناسایی و مشخص کردن عیوب سطحی و زیرسطحی در مواد رسانا استفاده می‌شود.